# .mp

도메인 로고

.mp는 북마리아나 제도(미국령)의 인터넷 국가 코드 최상위 도메인이다. Saipan DataCom, Inc.에서 관리한다. 1996년에 개설되었다.

## 공식 등록 사이트
.mp 도메인에 대한 도메인 이름 등록 서비스는 로컬 ISP인 Saipan DataCom에서 운영한다. 4자 이상의 도메인은 20달러에 구입할 수 있다. 4자 미만의 프리미엄 도메인 가격은 다양하며 2자 도메인의 경우 3년 등록 시 $5,000이다. 3차 도메인인 .gov.mp 및 .co.mp 아래에는 북마리아나 제도와 관련된 일부 사이트가 있다.

## 후이즈 서비스
MP 도메인에는 공개 whois 서비스가 없다. 사이판 데이터콤(Saipan DataCom)은 상표권 침해 가능성이 있는 경우 whois 데이터를 제공한다. ICANN 문서에서는 2018년 7월 기준 whois.nic.mp를 지정하고 있지만 이 호스트는 확인되지 않는다.

## 같이 보기
- .us